# Janet Hubert-Whitten
Janet Louise Hubert (New York, 13 januari 1956) is een Amerikaans actrice, vooral bekend geworden als Vivian Banks (de eerste, tot 1993) uit The Fresh Prince of Bel-Air. Ze verliet de serie vanwege problemen in haar contract; ze was toentertijd zwanger.
Tegenwoordig woont ze in New Jersey met haar zoon. Sinds maart 2005 is ze getrouwd met Larry Kraft. Daarvoor was ze getrouwd met James Whitten.

## Filmografie
- One Life to Live televisieserie - Lisa Williamson (4 afl., 2005)
- Christmas at Water's Edge (televisiefilm, 2004) - Mrs. Turner
- Proud (2004) - Larry's moeder
- The Bernie Mac Show televisieserie - Leora (2 afl., Make Room for Caddy, 2004|Meet the Grandparents, 2003)
- Neurotica (2004) - The Neighbour
- Friends televisieserie - Ms. McKenna (Afl., The One Where Emma Cries, 2002)
- Gilmore Girls televisieserie - Gisele Gerard (Afl., Back in the Saddle Again, 2002)
- The Job televisieserie - Adina Phillips (4 afl., 2 keer 2001, 2 keer 2002)
- 30 Years to Life (2001) - Joy's moeder
- California Myth (1999) - Lysistrata
- All My Children televisieserie - Alice Dawson (Afl. onbekend, 1999)
- NYPD Blue televisieserie - Hiruut Kebede (Afl., Weaver of Hate, 1998)
- Goode Behavior televisieserie - Dr. Pamela Fordham (Afl., Goode Lovin', 1997)
- The Jamie Foxx Show televisieserie - Edwina DuBois (Afl., Act Like You Love Me, 1997)
- The Pretender televisieserie - Madam Director (Afl., The Paper Clock, 1996)
- The Faculty televisieserie - Annette Freeman (Afl., Somewhere There's Music, 1996)
- White Man's Burden (1995) - Dinner Guest
- What About Your Friends (televisiefilm, 1995) - Rol onbekend
- New Eden (televisiefilm, 1994) - Ashtarte
- Coach televisieserie - Karen Williams (Afl., Blue Chip Blues, 1994)
- Dave's World televisieserie - Elise (Afl., Shel in Love, 1994)
- The Fresh Prince of Bel-Air televisieserie - Vivian Banks (66 afl., 1990-1993)
- Reasonable Doubts televisieserie - Judge Mary Sims (Afl., Brother's Keeper, 1992)
- Tales from the Crypt televisieserie - Psyche (Afl., 'Till Death, 1990)
- A Man Called Hawk televisieserie - Serita (Afl., Poison, 1989)
- Hooperman televisieserie - Rol onbekend (Afl., Look Homeward, Dirtbag, 1989)
- 21 Jump Street televisieserie - Councilwoman Travers (Afl., Fun with Animals, 1988)
- Hunter televisieserie - Vanessa Riley (Afl., The Fourth Man, 1988)
- Agent on Ice (1986) - Lola

- Bibliothèque nationale de France: cb15034034r (data)
- International Standard Name Identifier: 0000 0000 7845 9197
- Library of Congress Control Number: no2010082195
- MusicBrainz: c84c1c36-50b0-4f37-a7fb-d9c1a9a3c123
- Virtual International Authority File: 34737340
- WorldCat: E39PBJx4jghQvtP8JFQxWwxv73